# Пломбований вагон
Пломбо́ваний ваго́н (вагон, закритий для перевірки) — усталена в історіографії назва трьох дипломатичних пасажирських потягів, якими із Швейцарії до Російської імперії через Німеччину у квітні 1917 р. у супроводі офіцерів німецького генштабу була переправлена верхівка російських емігрантів-більшовиків.

Текст транспаранту російською мовою на демонстрації 1917 р.: «Вітчизна у небезпеці … повернути Леніна Вільгельму»

У вужчому вживанні під словами «опломбований вагон» мається на увазі тільки той вагон першого з потягів, у якому через Німеччину переміщувалася група більшовиків з 23 осіб на чолі з В. І. Леніним, які за завданням Генштабу Німеччини та німецького уряду, мали за мету антиурядовими та підривними діями сприяти сепаратному виходу Російської імперії з Першої світової війни.
Через це слідчі офіційно відкрили провадження у справі шпигунства Ульянова (Леніна) з метою його арешту, тому першим наказом новоутвореного уряду РСФРР після державного перевороту (так званої «революції 1917 року») була саме ліквідація документів про цей факт в історії[джерело?] (настільки важлива, що наказ штурмувати Зимовий палац — резиденцію Тимчасового уряду Російської імперії був другим у черзі).
Військова контррозвідка Російської імперії та прокуратура Санкт-Петербурга шляхом офіційного і законного слідства довели вину В. Ульянова-Леніна (він же «Ленін») та його спільників з «опломбованого вагону». Голова Тимчасового уряду Російської імперії Олександр Керенський не хотів заарештовувати Леніна, бо той був його особистим товаришем по навчанню в гімназії, знайомим з дитинства, але, опинившись внаслідок жовтневого заколоту в еміграції в Нью-Йорку, шкодував, що не дозволив арешт Леніна.

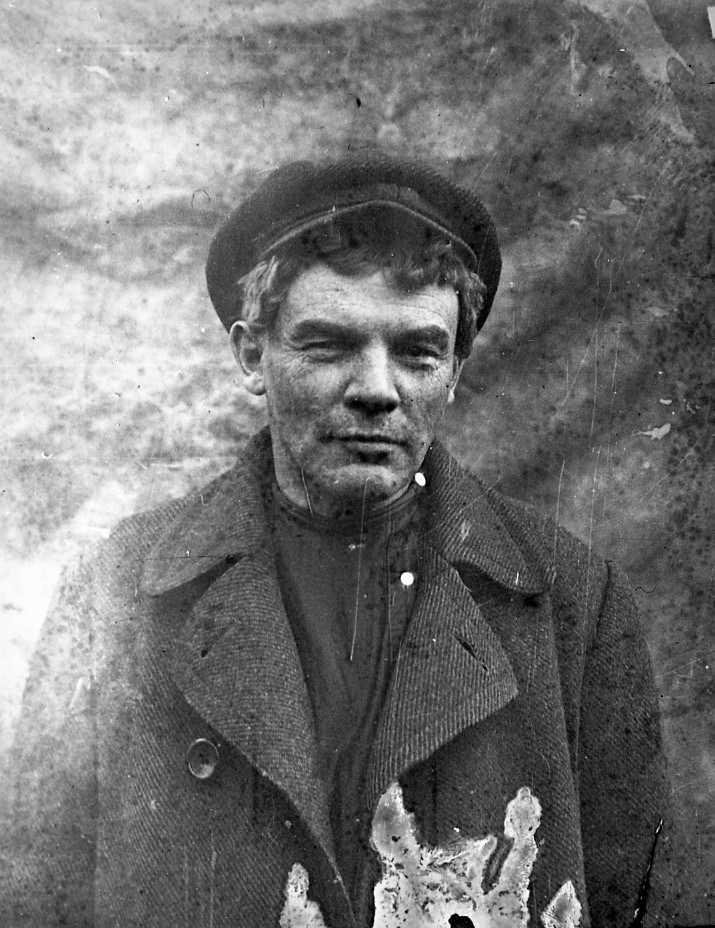
Ульянов (він же «Ленін») в агентурній перуці і гримі, ховаючись від законного арешту прокуратури та контррозвідки Російської імперії (фотографія з підробленого ним паспорта громадянина Російської імперії Ульянова В. І. під фальшивим іменем Іванова К. П.), після диверсійної висадки «пломбованого вагону» (липень-серпень 1917 р.)

## Прибуття Леніна до Російської імперії
Згідно з планом доктора Парвуса, затвердженим у Генштабі та міністерстві закордонних справ Німецької держави, керівна група російських крайньо лівих емігрантів-більшовиків одержала таємну німецьку державну підтримку і фінансування та була вислана до столиці воюючої з Німеччиною Російської імперії. Група відібраних російських емігрантів разом із сім'ями була доставлена потягом з Цюриха через швейцарсько-німецький кордон і далі через всю Німеччину з півдня на північ до кінцевої станції — портового міста Засніц на острові Рюген. Далі вони пересіли на пароплав, який довіз їх до нейтральної Швеції, а звідти потягом були відправлені через Фінляндію (станція Торніо) до імперії. Потяг з Леніним та його поплічниками прибув до Петрограду на Фінляндський вокзал увечері 3 (16) квітня 1917 року.
12 (25) квітня Ленін телеграфує Ганецькому і Радекові до Стокгольму прохання надіслати кошти: «Дорогі друзі! Досі нічого, рівно нічого: ні листів, ні пакетів, ні грошей від вас не отримали». 10 днів опісля він вже пише Ганецькому: «Гроші (дві тисячі) від Козловського отримано. Пакети досі не отримано… З кур'єрами справу налагодити нелегко, але все ж вжиємо усіх заходів. Зараз їде спецлюдина для організації усієї справи. Сподіваємося, йому вдасться усе налагодити».
Відразу ж опісля приїзду до Російської імперії, 4(17) квітня Ленін виступив зі знаменитими «Квітневими тезами», спрямованими проти Тимчасового уряду і «революційного оборонства». У першій тезі війна з боку «Львова та панів» характеризувалася як і раніше «грабіжницька, імперіалістична»; містилися заклики «організації широкої пропаганди цього погляду у регулярній армії» та братань на фронті. Далі містилася вимога переходу влади до рад з подальшим «усуненням армії, чиновництва, поліції».
Наступного дня після публікації «Тез» у газеті «Правда», 8 квітня, один з керівників німецької розвідки у Стокгольмі телеграфував до Міністерства Закордонних Справ: «Приїзд Леніна до Росії вдалий. Він працює абсолютно так, як ми цього хотіли б». Згодом генерал Людендорф писав у своїх мемуарах: «Посилаючи Леніна до Росії, наш уряд брав на себе особливу відповідальність. З військової точки зору цей захід було б виправдано, Росію слід було повалити».

## Списки пасажирів

### Ленінський вагон
1. УЛЬЯНОВ Володимир Ілліч;
2. СУЛІШВІЛІ Давид Сократович;
3. УЛЬЯНОВА Надія Костянтинівна;
4. АРМАНД Інеса Федорівна;
5. САФАРОВ Георгій Іванович;
6. МОРТОЧКІНА Валентина Сергіївна;
7. ХАРИТОНОВ Мойсей Мотькович;
8. КОНСТАНТИНОВИЧ Ганна Євгенівна;
9. УСІЄВИЧ Григорій Олександрович;
10. КОН Олена Феліксівна;
11. РАВВІЧ Сарра Наумівна;
12. ЦХАКАЯ Михайло Григорович;
13. СКОВНО Абрам Анчилович;
14. РАДОМИСЛЬСЬКИЙ Овсій-Гершен Аронович;
15. РАДОМИСЛЬСЬКА Злата Евновна;
16. РАДОМИСЛЬСЬКИЙ Стефан Овсійович;
17. РИВКІН Залман Бер Осерович;
18. СЛЮСАРЄВА Надія Михайлівна;
19. ГОБЕРМАН Михайло Вульфович;
20. АБРАМОВИЧ Шая Зелікович;
21. ЛІНДЕ Йоган-Арнольд Йоганович;
22. БРИЛЛІАНТ Григорій Якович;
23. МІРІНГОФ Ілля Давидович;
24. МІРІНГОФ Марія Юхимівна;
25. РОЗЕНБЛЮМ Давид Мордухович;
26. ПЕЙНЕСОН Семен Гершович;
27. ГРЕБЕЛЬСЬКА Фаня;
28. ПОГОВСЬКА Буня Хемівна;
29. АЙЗЕНБУНД Меєр Ківов.

### Інші
- Єврейська соціал-демократична робоча партія «Поалєй ціон» (ЄСДРП ПЦ)

1. ВОЛОВНІН Аласа Овсеївна,
2. ДІНЕС Рівка Хаїмівна,
3. КАРА[6].

- Загальний єврейський робітничий союз у Литві, Польщі, Росії (Бунд)

1. АЛЬТЕР Естера Ізраїлівна з дитиною,
2. БАРАК,
3. БОЛТІН Лейзєр Хаїмович,
4. ВЕЙНБЕРГ Маркус Арапович,
5. ГАЛЬПЕРІН,
6. ДРАНКІН Вульф Меєрович з дружиною та дитиною,
7. ДІМЕНТ Лейзєр Нахумович,
8. ДРЕЙЗЕНШТОК Ганна Меєрівна,
9. ЗАНІН Майром Мєнашеєвич,
10. ІОФФЕ Пінкус Іоселев,
11. ІДЕЛЬСОН Марк Ліпманов,
12. КЛАВІР Лев Соломонович,
13. КОНТОРСЬКИЙ Самуїл Сруль Давидович,
14. ЛЮБИНСЬКИЙ Мечислав Абрам Осипович з дружиною та дитиною,
15. ЛЕВІТ (Геллерт-Левіт) Ейдель Меєрівна з дитиною,
16. ЛЮКСЕМБУРГ Мойсей Соломонович,
17. ЛІПНІН Іуда Лейбов,
18. МЕЄРОВИЧ Мовша Гілелев,
19. ЛЕРНЕР Давид,
20. МАХЛІН Тайва-Зєйлік Зільманович,
21. ТУСЕНЕВ Ісаак Маркович,
22. РАКОВ Мойсей Ілліч,
23. НАХІМЗОН Меєр Іцкович,
24. РЕЙН (Абрамович) Рафаїл Абрамович з дружиною та 2 дітьми,
25. РОЗЕН Хаїм Іуда з дружиною,
26. СКЕПТОР Яков Лейвінов,
27. СЛОБОДСЬКИЙ Валентин Осипович,
28. СВЕТИЦЬКИЙ А. А.,
29. ХЕФЕЛЬ Абрам Яковлевич,
30. ПІКЛІС Меєр Бенціонович,
31. ЦУКЕРШТЕЙН Соломон Срулев із 2 дітьми,
32. ШЕЙНІС Ісер Хаїмович,
33. ШЕЙНБЕРГ[6].

- Сіоністсько-соціалістична робоча партія (ССРП)

1. РОЗЕНБЕРГ Лев Йосипович[6].

- Російська соціал-демократична робітнича партія (РСДРП)

1. АКСЕЛЬРОД Товія Лейзєрович з дружиною,
2. АПТЕКМАН Йосип Васильович,
3. АСІАРІАНІ Сосіпатр Самсонович,
4. АВДЄЄВ Іван Ананієвич, з дружиною та з сином,
5. БРОНШТЕЙН (Семковський) Семен Юлійович з дружиною,
6. БЄЛЕНЬКИЙ Захарій Давидович з дружиною та дитиною,
7. БОГРОВА Валентина Леонідівна,
8. БРОНШТЕЙН Роза Абрамівна,
9. БЄЛЕНЬКИЙ (А. Я.),
10. БАУГІДЗЕ Самуїл Григорович,
11. ВОЙКОВ Петро Григорович (Лазарович),
12. ВАНАДЗЕ Олександр Семенович,
13. ГІШВАЛІНЕР Петро Йосипович,
14. ГОГІАШВІЛІ Полікарп Давидович з дружиною та з дитиною,
15. ГОХБЛІТ Матвій Йосипович,
16. ГУДОВИЧ,
17. ГЕРОНІМУС Йосип Борисович,
18. ГЕРШТЕН,
19. ЖВІФ (Макар) Семен Мойсеєвич,
20. ДОБГОВІЦЬКИЙ Захаріє Лейбов,
21. ДОЛІДЗЕ Соломон Ясейович,
22. ІОФЕ Давид Наумович з дружиною,
23. КОГАН Володимир Абрамович,
24. КОПЕЛЬМАН,
25. КОГАН Ізраїль Іремійович з дружиною та дитиною,
26. КРІСТІ Михайло Петрович,
27. ЛЕВІНА,
28. ЛЕВІТМАН Ліба Берківна,
29. ЛЕВІН Йохим Давидович,
30. ЛЮДВІНСЬКА (Т. Ф.),
31. ЛЕБЕДЄВ (Полянський) Павло Іванович з дружиною та дитиною,
32. ЛУНАЧАРСЬКИЙ Анатолій Васильович,
33. МЕНДЕР (3. Орлов) Федір Іванович,
34. МГЕЛАДЗЕ Власа Джарісманович,
35. МУНТЯН Сергій Федорович з дружиною,
36. МАНЕВИЧ Абрам Евель Ізраїлевич з дружиною,
37. МОВШОВИЧ Мойсей Соломонович з дружиною та з дитиною,
38. МАНУЇЛЬСЬКИЙ Дмитро Захарович з дружиною та 2 дітьми,
39. НАЗАР'ЄВ Михайло Федорович,
40. ОСТАШІНСЬКА Роза Гірш-Арапівна,
41. ОРЖЕРОВСЬКИЙ Марк з дружиною та з дитиною,
42. ПІКЕР (Мартинов) Семен Юлійович з дружиною та з дитиною,
43. ПОВЕС (Астров) Ісаак Сергійович;
44. ПОЗІН Володимир Іванович,
45. ПШИБОРОВСЬКИЙ Стефан Володиславів,
46. ПЛАСТИНІН Ніканор Федорович з дружиною та з дитиною,
47. РОХЛІН Мордха Вульфович,
48. РАЙТМАН з дружиною та з дитиною,
49. РАБІНОВИЧ Скенрер Піля Йосипівна,
50. РУЗЕР Леонід Ісаакович з дружиною,
51. РЯЗАНОВ (Гольдендах) Давид Борисович з дружиною,
52. РОЗЕНБЛЮМ Герман Хаскєлєв,
53. СОКОЛІНСЬКА Гітля Лазарівна з чоловіком,
54. СОКОЛЬНІКОВА з дитиною,
55. САГРЕДО Микола Петрович з дружиною,
56. СТРОЄВА,
57. САДОКАЯ Йосип Бежанович,
58. ТУРКІН Михайло Павлович,
59. ПЕВЗАЯ Віктор Васильович,
60. ФІНКЕЛЬ Мойсей Адольфович,
61. ХАПЕРІЯ Костянтин Ол.,
62. ЦЕДЕРБАУМ (Мартов) Юлій Осипович,
63. ШЕЙКМАН Аарон Лейбович,
64. ШИФРІН Натан Калманович,
65. ЕРЕНБУРГ Ілля Лазарович[6].

- Латвійська соціал-демократична робоча партія

1. УРБАН Ернс Іванович з дружиною та дитиною,
2. ШУСТЕР Іван Германович з дружиною та дитиною[6].

- Соціал-демократична партія Литви

1. МАРТНА Михайло Юрійович[6].

- Соціалісти-революціонери (есери)

1. ВЕСНШТЕЙН Ізраїль Аронович,
2. ВИНОГРАДОВА Єлизавета Ієврівна,
3. ГАВРОНСЬКИЙ Дмитро Осипович,
4. КАЛЬЯН Євгенія Миколаївна,
5. КЛЮШИН Борис Ізраїлевич з дружиною,
6. ЛЕВІНЗОН Меєр Абрамович з дружиною та дитиною,
7. ЛУНКЄВИЧ Зоя Павлівна,
8. ДАХЛІН Давид Григорович з дружиною та дитиною,
9. НАТАНСОН (Бобров) Марк Андрійович з дружиною (В. І. Алєксандрова),
10. БАЛЄЄВА (Урес) Марія Олександрівна з дитиною,
11. ПЕРЕЛЬ Ревекка,
12. ПРОШ'ЯН Трон Першович,
13. РОЗЕНБЕРГ Лев Йосипович з дружиною та 2 дітьми,
14. УСТІНОВ (Безземельний) Олексій Михайлович,
15. УЛЬЯНОВ Григорій Карлович,
16. ФРЕЙФЕЛЬД Лев Володимирович з дружиною та дитиною,
17. ТЕНДЕЛЕВИЧ Леонід Абрамович з дружиною та 2-а дітьми[6].

- Анархісти-комуністи

1. БУЦЕВИЧ Олександр Станіславович,
2. В'ЮГІН Яков з дружиною та 2-а дітьми,
3. ГІТЕРМАН Абрам Мойсейович з дружиною та дитиною,
4. ГОЛЬДШТЕЙН Абрам Борисович,
5. ЮСТІН Давид,
6. ЛІПДІЦ Ольга з дитиною,
7. МАКСІМОВ (Ястржембський) Тимофій Феодорович,
8. МІЛЛЕР Абрам Ліпович з дружиною та 2-а дітьми,
9. РУБІНЧИК Ефраїм Абрам Аронів,
10. РІВКІН Абрам Яковлев,
11. СЕГАЛОВ Абрам Вульфович з дружиною,
12. СКУТЕЛЬСЬКИЙ Йосип Ісакович,
13. ТОЙБІСМАН Вєтя Ізраїлівна,
14. ШМУЛЕВИЧ Естер Ісааківна[6].

- Соціал-демократія Королівства Польського і Литви (СДКПіЛ)

1. ГОЛЬДБЛЮМ Роза Маврикіївна[6].

- Польська соціалістична партія (ППС)

1. КОН Фелікс Яковлевич з донькою та зятем,
2. ЛЕВІНЗОН (Лапінський) Меєр Абрамович,
3. ШПАКОВСЬКИЙ Ян Ігнатій Олександрович[6].

- «Дикі» (заявили себе як ті, що не належать до жодної партії)

1. АВЕРБУХ Шмуль Лейб Йосипович,
2. БАЛАБАНОВА Анжеліка Ісааківна,
3. БРАГІНСЬКИЙ Монус Осипович,
4. ГОНІОНДСЬКИЙ Йосип Абрамович,
5. КІММЕЛЬ Йоган Вольдемар,
6. КАРАДЖАЙ Георгій Артемович з дружиною,
7. ЗІФЕЛЬД Артур Рудольфович,
8. МАРАРАМ Еля Евельїч,
9. МАКАРОВА Ольга Михайлівна,
10. МЕЙСНЕР Іван з дружиною та 2 дітьми,
11. ОДОЄВСЬКИЙ (Северов) Афанасій Семенович,
12. ОКУДЖАВА Володимир Степанович,
13. РАШКОВСЬКИЙ Хаїм Пінкусович,
14. СЛОБОДСЬКИЙ Соломон Мордкович,
15. СОКОЛОВ Павло Яковлевич,
16. СТУЧЕВСЬКИЙ Павло Володимирович,
17. ТРОЯНОВСЬКИЙ Костянтин Михайлович,
18. ШАПІРО Марк Леопольдович[6].

Списки даються в тому вигляді (з можливими похибками), в якому вони були надруковані Бурцевим Володимиром Львовичем в газеті «Спільна справа». Інший список пасажирів «опломбованого вагону» був складений шведською поліцією і наведений у книзі Ханса Бьоркегрена «Скандинавський транзит». Він збігається зі списком Бурцева, за винятком незначних відмінностей. У шведському спискові замість «Абрамович Мая Зеліковна» значиться «Абрамович Шая Зеліковіч» (він же «Абрамович Олександр Омелянович»), а замість «Пейнесон Семен Гершович» значиться «Шейнесон Семен Гершович». Також у шведському спискові присутній громадянин Австро-Угорської імперії Карл Собельсон, який залишився у Стокгольмі та громадянин Швейцарії Фріц Платтен, якого не пропустили через кордон Російської імперії.

## Відвідування Леніним німецького посольства у місті Берн
У місті Берн (Швейцарія) громадянин Російської імперії Ульянов В. І. (він же Ленін) 27 грудня 1916 р. з'явився до посольства Німеччини, де залишався до 29 грудня того ж року, відповідно до матеріалів «зовнішнього спостереження» Департаменту поліції Російської імперії.

## «Документи Сісона»
Незабаром після Жовтневого перевороту з'явився масив із декількох десятків документів, відомих як «документи Сісона». Документи містять директиви «розвідувального відділення Генерального Штабу» більшовицьким керівникам, які виступають як прості маріонетки німців. Цей комплекс документів почав «ходити по руках» у Петрограді наприкінці 1917 р.: він пропонувався журналістом Семеновим (Коганом) Є. П. різним особам з числа співробітників військових і дипломатичних місій, поки не був куплений за 25 тисяч доларів американським послом Едгаром Сісоном.
Слід зазначити, що Д. Волкогонов та А. Латишев знайшли у Центральному партійному архіві Інституту марксизму-ленінізму при ЦК КПРС (ф. 2, оп. 2, спр. 226) раніше засекречений документ, з особистою позначкою Леніна, наступного змісту (подано переклад).
|  | Народний Комісар закордонних справ (цілком таємно) м. Петроград, 16 листопада 1917 р. Голові Ради Народних Комісарів. Згідно резолюції, прийнятої на нараді народних комісарів, товаришами Леніним, Троцьким, Подвойським, Дибенком та Володарським, ми опрацювали наступне: 1. В архіві Міністерства Юстиції зі справи про «зраду» товаришів Леніна, Зінов'єва, Козловського, Колонтай та інших вилучений наказ німецького імператорського банку за № 7433 від 2 березня 1917 р. про видачу грошей товаришам Леніну, Зинов'єву, Каменєву, Троцькому, Суменсону, Козловському та іншим за пропаганду миру у Російській імперії. 2. Перевірені всі книги банку Ніа (Nya) у Стокгольмі, що мали рахунки товаришів Леніна, Троцького, Зінов'єва та інших, відкриті за ордером Німецького Імператорського банку за № 2754. Книги ці передані товаришеві Мюллерові, відрядженому з Берліна. Уповноважені Народного Комісара з Іноземних Справ Є. Поліванов, Ф. Залкінд |

Наразі усі серйозні дослідники розглядають «документи Сісона» як підробку. Зокрема, цей факт доведено Е.-І. Фляйшгауер у книзі "Російська революція: Ленін та Людендорф (1905—1917).

## Закордонне бюроЦК КПРС

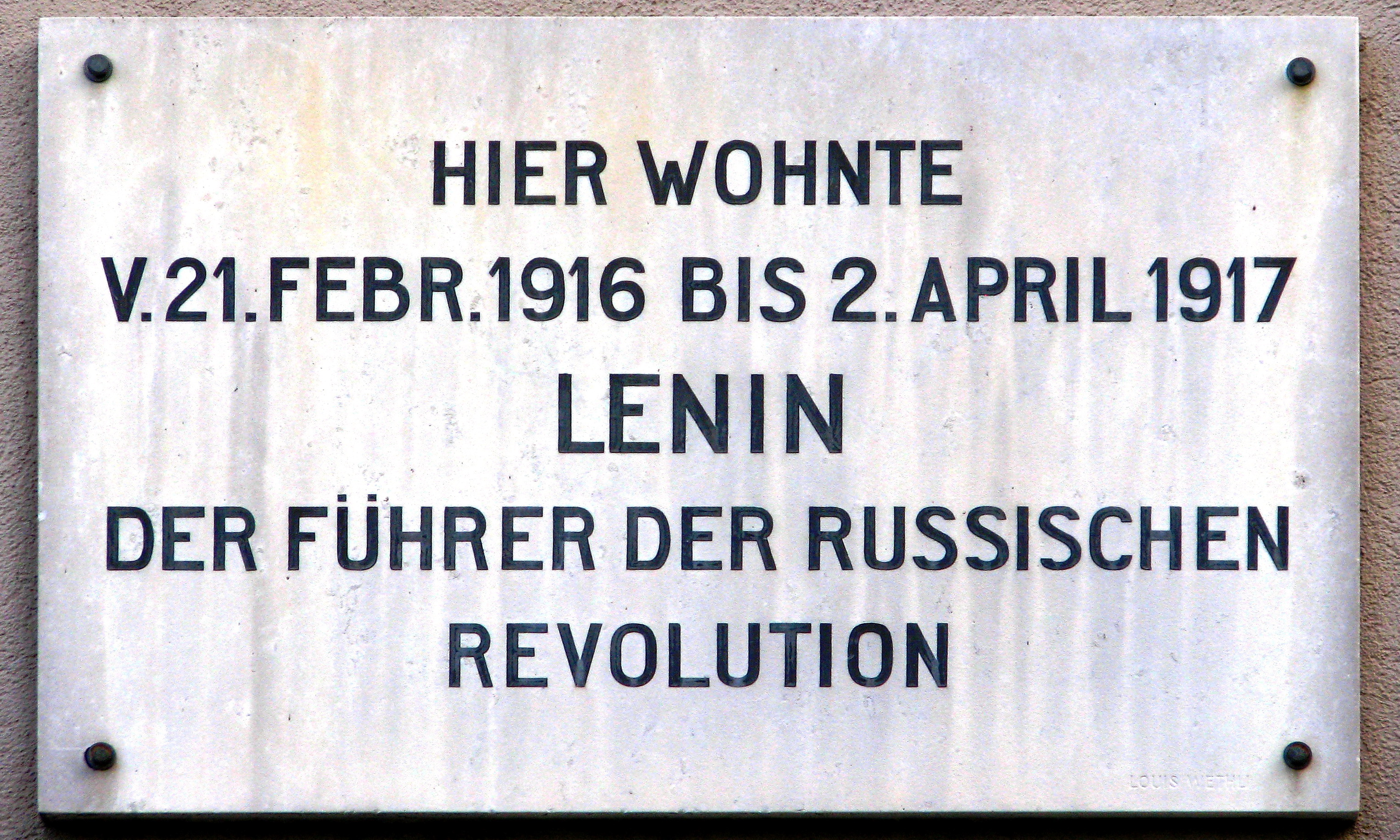
у м. Цюрих (вулиця «Spiegelgasse-14»): Меморіальна дошка на будинку, де мешкав Ленін перед посадкою в «пломбований вагон» (від 21 лютого 1916 р. до 2 квітня 1917 р.)

Після прибуття Леніна до Стокгольму була скликана нарада більшовиків, на якій було утворено Закордонне бюро ЦК у складі Я. Ганецького, К. Радека та В. Воровського.. Бюро видавало друковані органи: «Вісник російської революції» і «Кореспонденції Правди». Як свідчать виявлені 1961 року документи, листування даного Закордонного бюра ЦК більшовиків з Парвусом О. відбувалася через Берлін за допомогисекретних шифрів Міністерства Закордонних Справ Німеччини.

## Фінансові справиРСДРП
Начальник охоронного відділення м. Петроград Глобачев зазначав: «… грошові кошти їх організації незначні, що навряд чи мало б місце у випадку отримання німецької допомоги».
- З 1 грудня 1916 р. до 1 лютого 1917 р. до каси РСДРП надійшла 1 тис. 117 рублів 50 коп.
- У березні 1917 р. М. Горький пожертвував 3 тис. рублів. Центральний орган — газета «Правда» у березні 1917 р. мала всього 8 тис. передплатників.
- А вже у квітні 1917 р. ця партія видавала 17 щоденних газет загальним тиражем у 320 тисяч, і загальним щотижневим накладом 1 мільйон 415 тисяч примірників. До липня 1917 р. кількість газет піднялося до 41, щоденний тираж — до 320 тисяч примірників. Слід додати до цього постійне друкування листівок, при тому що за один тираж листівок більшовики платили по 10 тисяч рублів. Тоді ж ЦК придбав навіть власну друкарню за 260 тисяч рублів. Під час лише двох обшуків 8 липня (у Василєострівському та Петербурзькому районах) у двох відповідальних членів партії було вилучено близько 15 тисяч рублів. Хоча щомісячні членські внески становили в середньому 1 рубль 50 копійок. А дана партія налічувала 24-25 тисяч осіб[5][14].
- 3 грудня 1917 р. статс-секретар Кюльман констатував у листі кайзерові Німеччини: «Лише тоді, коли більшовики стали отримувати від нас постійний приток фінансових фондів через різні канали і під різними ярликами, вони стали спроможні поставити на ноги свій головний орган „Правду“, вести енергійну пропаганду і значно розширити колись вузький список своєї партії»[8][15].

На еміграції меншовик Абрамович зазначав у листі іншому меншовикові Валентинову-Вольському: «Як і ви, я ставлюся скептично до ідеї, що без німців революція не сталася би. Але я не зовсім впевнений в тому, що без отримання дуже великих грошових коштів більшовицька партія придбала би так швидко таку величезну силу. Гроші не все, але зневажати гроші не можна; на них був побудований величезний апарат, величезна преса, яку іншим шляхом не можна було б так легко створити».
- Більшовики платили за «страйковий день» більше ніж за «робочий день»: за участь у демонстрації та викрикуванні гасел від 10 до 70 рублів кожній особі, а за збройну стрілянину на вулицях 120—140 рублів кожному[17].

## Організація поїздки

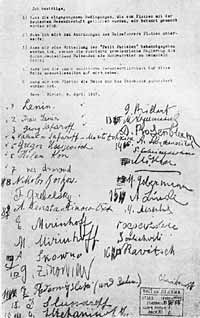
Підписи Леніна та інших емігрантів під умовами проїзду через Німеччину

31 березня 1917 р. Ленін від імені більшовицької партії телеграфує швейцарському соціал-демократові Роберту Грімму, котрий на початку виступав посередником у переговорах між більшовиками та німцями (потім цю роль став грати Фрідріх Платтен) рішення «беззастережно прийняти» пропозицію про проїзд через Німеччину і «негайно ж організувати цю поїздку».
Наступного дня він вимагає від Ганецького грошей на поїздку: «Виділіть дві тисячі, краще три тисячі крон для нашої поїздки. Маємо намір виїхати в середу (4 квітня) мінімум 10 чоловік». Незабаром він пише Інесі Арманд: «Грошей на поїздку у нас більше, ніж я думав, людей на 10-12 вистачить, бо нам зручно (підкреслено в тексті) допомогли товариші в Стокгольмі».
Німецький лівий соціал-демократ Пауль Леві запевняв, що саме він був посередником між Леніним і державним посольством в Берні (і Міністерство Закордонних Справ Німеччини), однаково гаряче прагнули
- перше — потрапити до Російської імперії,
- друге — переправити його туди; коли Леві звів Леніна з послом, Ленін сів складати умовини переїзду — і вони беззастережно приймалися[20]

Зацікавленість німців була настільки великою, що кайзер особисто розпорядився дати Леніну копії офіційних німецьких документів (як матеріал для пропаганди про буцімто «миролюбність» Німеччини), а німецький Генеральний штаб був готовий пропустити «пломбований вагон» безпосередньо через лінію фронту, якщо Швеція відмовиться прийняти російських революціонерів. Однак Швеція погодилася. Умови проїзду були підписані 4 квітня. Текст договору був такий:
Умови проїзду російських емігрантів через Німеччину
1. Я, Фріц Платен, супроводжую за повної своєї відповідальності і на свій ризик вагон з політичними емігрантами та біженцями, що повертаються через Німеччину до Росії.
2. Зносини з німецькою владою і чиновниками ведуться виключно і тільки Платеном. Без його дозволу ніхто не має права входити в вагон.
3. За вагоном визнається право екстериторіальності. Ні при в'їзді до Німеччини, ні при виїзді з неї ніякого контролю паспортів або пасажирів не повинно проводитися.
4. Пасажири будуть прийняті в вагон незалежно від їх поглядів і відносин до питання про війну або мир.
5. Платен бере на себе постачання пасажирів залізничними квитками за цінами нормального тарифу.
6. По можливості, проїзд повинен бути здійснений без перерви. Ніхто не повинен ні за власним бажанням, ні за наказом залишати вагон. Ніяких затримок в дорозі не повинно бути без технічної для того необхідності.
7. Дозвіл на проїзд дається на основі обміну на німецьких або австрійських військовополонених або інтернованих в Росії.
8. Посередник і пасажири беруть на себе зобов'язання персонально і в приватному порядку домагатися у робітничого класу виконання пункту 7-го.
9. Якомога швидке вчинення переїзду від Швейцарського державного кордону до Шведського, наскільки це технічно здійснимо.
Берн — Цюрих. 4 квітня (22 березня) 1917 р.
(підписав) Фріц Платен,
Секретар Швейцарської Соціалістичної Партії.

На думку професора Пушкарьова щодо пункту 7-го, що більшовики не входили в уряд і не мали більшості в Радах, і тому реально зробити обмін полоненими не могли би — пункт не мав жодного практичного сенсу і був включений Леніним виключно для того, щоб у стороннього читача склалося враження рівноправного характеру договору.

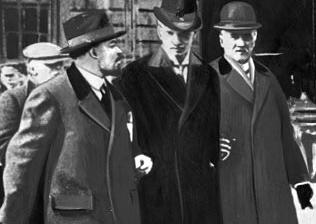
Ленін, Туре Нерман і Карл Ліндхаген, м. Стокгольм, 13 квітня 1917 р.

Розуміючи офіційне отримання дозволу на проїзд через територію ворожої країни, що веде війну проти держави, чиїм громадянином він був, Ленін приймав заходи, щоб не допустити розголосу факту переїзду. Але уникнути цього не вдалося, бо Вільгельм II дізнавшись із газет про його від'їзд, висловив побажання забезпечити від'їжджаючих корисними матеріалами для пропаганди в Російській імперії.
Німецький аташе зазначав, що був зобов'язаний доповісти про успіх початку операції. А на вокзалі в Цюриху зібрався натовп патріотично налаштованих емігрантів (близько сотні людей), які викрикували звинувачення від'їжджаючим в національному зрадництві і передбачення, що всі вони будуть повішені, як єврейські провокатори. У відповідь на це при відході поїзда його пасажири виконали хором пісню «Інтернаціонал». Потім — і інші пісні з революційного репертуару, в тому числі «Марсельєзу», чим дуже дошкуляли супроводжуючим офіцерам, проявляли безтактність і зухвальство, чим порушували маскування. У результаті Платтен Ф. заборонив таку практику.
У 15 годині 10 хвилин 9 квітня, 32 емігранти Російської імперії виїхали з Цюриху до прикордонної німецької залізничної станції «Готтмадінген». Там вони пересіли в «запломбований вагон», що супроводжувався двома офіцерами німецького Генерального Штабу — капітаном фон Планец (нім. Captain von Planetz) і лейтенантом фон Бурінгом (нім. Lieutenant von Buhring), який міг спілкуватися по-російськи).
Уїнстон Черчілль вважав, що Ленін був ввезений в Російську імперію в опломбованому вагоні «як чумна бацила». Ретельні дослідження раніше невідомих документів останнього часу засвідчили, що насправді у вагоні були опломбовані лише три з наявних у ньому чотирьох дверей. Останні використовувалася для спілкування із зовнішнім світом, що були під контролем Платтена та двох супроводжуючих німецьких офіцерів, у тому числі для отримання газет і придбання молока для дітей. На пропозицію Леніна в коридорі вагону була намальована крейдою на підлозі смуга, що означала кордон екстериторіальності, що відділяла німців від більшовиків. Була встановлена видача вхідних квитків на відвідування туалету, щоби запобігти блокуванню його на тривалий час любителями покурити. Багато дослідників і учасники поїздки (наприклад, Карл Радек) заперечували факт пломбування вагонів і стверджували, що буцімто мала місце лише обіцянка не залишати вагонів.
Вагон по можливості безупинно проїхав через Німеччину до станції Засніц, де вказані емігранти пересіли на пароплав «Королева Вікторія» та переправилися до Швеції. У Треллеборзі їх зустрів Ганецький, у супроводі якого Ленін 13 квітня прибув до Стокгольму. По дорозі Ленін намагався дотримуватися конспірації; в Стокгольмі він категорично відмовився від зустрічі з Парвусом засвідчивши це трьома особами (разом з Карлом Радеком), однак сам Радек провів з Парвусом майже весь день (13 квітня) на переговорах від імені Леніна. «Це була вирішальна і цілком таємна зустріч» — пишуть Земан і Шарлау; тоді було обговорено і подальше фінансування більшовиків. Ленін по-акторськи намагався створити враження немовби відсутності грошових коштів у нього: він демонстративно звертався за допомогою, брав гроші саме у російського консула і т. д.; а після повернення Ленін нарочито пред'являв розписки: «300 шведських крон я отримав на утримання від російського консула в Гапаранді (із „Тетянінського фонду“). Доплатив я 472 рублів 45 копійок. Ці гроші, взяті мною в борг, я бажав би отримати з Комітету допомоги засланим і емігрантам». Однак, з враження шведських соціал-демократів, просячи про поміч, Ленін явно «перегравав» по-аматорськи, оскільки шведи точно знали, що гроші у більшовиків були. Що ж до Парвуса, то він після від'їзду Леніна попрямував до Берліна і мав там тривалу звітну аудієнцію у статс-секретаря Циммермана.
Потім поїзд проїхав близько 1000 км в містечко Гапаранда на шведсько-фінському кордоні, де знаходилася митниця і де було одночасно жваве місце контрабанди. Через це місто йшли до Російської імперії пропагандистські матеріали і в обидві сторони грошові суми, проте на цьому маршруті не вистачало чіткості, мала місце корупція і тому не всі посилки доходили до адресата.

## Відмова Леніна Парвусу
Парвус спробував діяти незалежно від Міністерства Закордонних Справ Німеччини: отримавши згоду німецького Генерального Штабу, він попросив Якуба Ганецького сповістити Леніна, що поїздка його і Зінов'єва через Німеччину організована, але не говорити йому чітко про джерело наданої фінансової допомоги. У Цюрих був посланий агент Георг Скларц для організації поїздки, до того ж у першу чергу передбачалося переправлення Леніна і Зінов'єва через кордон. Однак з першої спроби справа зірвалася: Ленін боявся бути скомпрометованим у Російській імперії. 24 березня 1917 р. Зінов'єв на прохання Леніна телеграфує Ганецькому: «Лист надіслано. Дядя (тобто Ленін) хоче знати більш докладно. Офіційний проїзд тільки кількох осіб — неприйнятне». Коли ж Скларц, додатково до пропозиції переправлення тільки Леніна і Зінов'єва, запропонував відшкодувати їхні матеріальні витрати, Ленін перервав переговори. 28 березня він телеграфував Ганецькому: «Берлінський дозвіл для мене неприйнятний. Або швейцарський уряд отримає вагон до Копенгагена, або російський уряд домовиться про обмін всіх емігрантів на інтернованих німців», після чого просить його дізнатися про можливість проїзду через Англію. 30 березня Ленін пише Ганецькому: «Користуватися послугами людей, що мають стосунок до видавця „Колокола“ (тобто Парвуса) я, звичайно, не можу» — і знову пропонує план обміну емігрантів на інтернованих німців (план цей належав Мартову).
На думку історика Мельгунова С. П. лист, адресований саме людині, яка мала безпосереднє «відношення до видавця „Колокола“», був розрахований на поширення в партійних колах і обробку партійної громадської думки, тоді як рішення про повернення через Німеччину було заздалегідь прийнято Леніним.

## Ідея поїздки через Німеччину
Лютнева революція надихнула німців, що опинилися в безвихідному становищі в умовах затяжної війни; виникла реальна можливість виходу з війни Російської імперії і після цього — рішучої перемоги Німеччини на Заході Європи. Начальник штабу Східного фронту генерал Макс Гофман згодом згадував: «Розкладання, внесене в російську армію революцією, ми звичайно прагнули посилити засобами пропаганди. У тилу комусь, хто підтримав відносини з російськими емігрантами в Швейцарії, прийшла в голову думка використати декого з цих російських емігрантів, щоб ще швидше знищити дух російської армії і отруїти її отрутою». За словами М. Гофмана, через депутата Матіаса Ерцбергера цей «хтось» зробив відповідну пропозицію Міністерству Закордонних Справ Німеччини; у результаті чого з'явився знаменитий "пломбований вагон, що довіз Леніна та інших емігрантів через Німеччину до Російської імперії.
Незабаром (1921 р.) у пресі спливло ім'я ініціатора: це був Олександр Парвус, що діяв через німецького посла в Копенгагені Ульріха фон Брокдорф-Ранцау. За словами Ранцау, ідея Парвуса знайшла підтримку в МЗС Німеччини у барона Гельмута фон Мальцана і у депутата рейхстагу Ерцбергера, керівника військової пропаганди; вони переконали канцлера Бетман-Гольвега, який і запропонував Ставці (тобто кайзеру Вільгельму II Гогенцолерну, Гінденбургу і Людендорфу) здійснити «геніальний маневр». Ці відомості знайшли повне підтвердження з опублікуванням документів німецького МЗС. У книзі Земана-Шарлау наводиться розгорнутий звіт Брокдорфа-Ранцау про зустріч з Парвусом, який запитав про необхідність приведення Російської імперії в стан анархії шляхом підтримки найбільш радикальних політичних елементів, антидержавних сил. У меморандумі, складеному за підсумками бесід з Парвусом, Брокдорф-Ранцау зазначив: «Я вважаю, що, з нашої точки зору, варто підтримати екстремістів, бо саме це швидше за все призведе до певних результатів. З усією ймовірністю, місяця через три можна розраховувати на те, що дезінтеграція досягне стадії, коли ми зможемо зламати Росію військовою силою». В результаті канцлер уповноважив німецького посла Гісберта фон Ромберга в Берні увійти в контакт зі згаданими російськими емігрантами і запропонувати їм проїзд до Російської імперії через Німеччину. Одночасно (3 квітня) МЗС Німеччини запросило у казначейства 3 мільйони марок на пропаганду в Російській імперії, які і були видані.
Згідно даних історика Юрія Фельштинського, під час Першої світової війни Німеччина витратила на інформаційну війну серед своїх ворогів («пропаганду миру») не менш 382 мільйонів марок. Десятки мільйонів марок були витрачені на підкуп чотирьох газет у Франції. У Російській імперії єдиним засобом масової інформації, що фінансувався в 1917 р. урядом Німеччини, була комуністична газета «Правда».
За даними британського історика Джонатана Сміла (англ. Jonathan Smele), до кінця 1917 р. витрати Німеччини на організацію політичних заворушень в Російській імперії склали приблизно 30 мільйонів марок (1-а рейхсмарка відповідала приблизно 1/6 доларові США відповідно курсу валют у 1917 р.).

## Відомості про фінансування більшовиків німецьким Генеральним Штабом та Австрією
Фінансування більшовиків по лінії німецького Міністерства Закордонних Справ документовано, але вважають історики, воно представляло лишень незначну частину німецького фінансування, що здійснювався насамперед по лінії Генерального штабу. Австрійський міністр закордонних справ Отто фон Чернін на початку 1918 р. виразно вважав «жовтневий переворот 1917 р.» у Російській імперії заслугою саме військових: «Німецькі військові, — писав він у щоденнику — зробили все для того, щоб скинути Керенського і поставити на його місце „щось інше“. Це „інше“ тепер у наявності і бажає укласти мир». Зі свого боку відомий історик і архівіст еміграції, меншовик Б. І. Ніколаєвський вказував, що у нього є відомості про зв'язки більшовиків з Австро-угорською імперією. «Дослідження матеріалів про зв'язки більшовиків з німцями привело мене до висновку, що справжня лінія зв'язків йде не через німців, а через австрійців, і саме через австро-угорський Генеральний штаб та організації Пілсудського Ю., до того ж лінія до Леніна йшла через Ганецького. […] Для мене особливо цікаві зв'язку Леніна з австрійцями періоду 1912—1914 рр. […] Щодо архіву австро-угорського Ген.штабу довідки у Відні були наведені, і встановлено, що весь цей архів був переданий більшовикам ще в 1940-х рр.: Більшовики передачу його ставили мало не як основну умову виведення своїх військ. Знали, чого хотіли». Фельштинський Ю. вважає, що Ганецький, як поляк, був орієнтований на Австрію і крім того, мабуть, міг мати й особисті зв'язки з Пілсудським Ю..

## Документи німецького МЗС про фінансування більшовиків у 1917 році
1 квітня 1917 р. Міністерство закордонних справ (МЗС) у Берліні звернулося до Міністерства фінансів з проханням про асигнування («подальших») 5 000 000 марок для витрат «на політичні цілі» в Російській імперії.
3 липня 1917 р. статс-секретар Артур Ціммерман телеграфував німецькому послу в Берні, що дезорганізація російської армії збільшується, і що «мирна пропаганда Леніна стає все сильніше і його комуністична газета „Правда“ друкується вже в 300 000 примірників».
Поява відомостей про зв'язки Леніна з німцями стривожило останніх, і німецький посол в Копенгагені Ульріх фон Брокдорф-Ранцау вимагав «категорично спростувати» ці відомості; у відповідь він отримує телеграму: «Підозра, що Ленін є німецьким агентом; категорично спростована з нашої ініціативи в Швейцарії і в Швеції. Таким чином, враження, вироблене цим повідомленням, знищене».
29 вересня 1917 р. статс-секретар Ріхард фон Кюльман пише в головну квартиру про успіхи німецької політичної роботи в Російській імперії: «Наша робота дала відчутні результати. Без нашої безперервної підтримки більшовицький рух ніколи не досяг би такого розміру і впливу, який він має тепер. Все говорить про те, що цей рух буде продовжувати наростати».

## Ленін щодо України та Німеччини

Секретна телеграма Леніну щодо «українського питання» перед Німеччиною

Адресований Леніну документ, згідно якого більшовицький вождь співпрацював на користь Німеччини (переклад з російської):
|  | В [111]. - Секретно 25 лютого 1918 За донесеннями нашої таємної агентури, в загонах, що діють проти військ Німеччини і проти Австро-Українського корпусу, спостерігається пропаганда національного повстання та боротьби з Німцями та їх союзниками - Українцями. Прошу повідомити, що зроблено урядом для припинення цієї шкідливої агітації. начальник Відділення Ад'ютант ". |

Поперек частини аркушу написано російською мовою (переклад): «Терміново. У Комітет по воєнних справах і в особливий Штаб. — А. Скрипник». Остання фраза підкреслена, і на берегах відзначене питання з ініціалами «Л. Т.» (Лев Троцький). Перша позначка є наказ Леніна через секретаря. Втрата впливу на Україну внаслідок протинімецької інтриги підривала престиж Леніна (Україна була частиною Російської імперії), але не зменшило сталого підпорядкування Леніна інтересам Німеччини.
У повалені українського суверенного державного утворення УНР та створенні замість нього УРСР брали також активну участь колись десантовані пасажири «пломбованого вагону» (напр. Мануїльський Дмитро Захарович та ін.).

## Свідоцтво Едуарда Бернштейна
14 січня 1921 р. відомий німецький соціал-демократ Едуард Бернштейн опублікував у центральному органі німецької соціал-демократичної партії газеті «Форвертс» статтю «Темна історія», в якій повідомив, що ще в грудні 1917 р. отримав ствердну відповідь від «одної обізнаної особи» на питання, чи давала Німеччина гроші Леніну; по знову ж отриманим їм відомостями, більшовикам було виплачено понад 50 мільйонів золотих марок. Згодом він повідомив, що сума йому була офіційно названа під час засідання комітету Рейхстагу з зовнішньої політики. У відповідь на що піднялася в комуністичній пресі кампанія про «наклеп» Бернштейна Е., запропонували подати на нього позов до суду, після чого кампанія негайно припинилася. Подальше розслідування, як і всякі публікації на цю тему, були припинені через необхідність для Німеччини тісних стосунків з СРСР.

## Свідоцтво Карла Моора
Одним з документально підтверджених каналів німецького фінансування більшовиків був швейцарський соціал-демократ, уродженець Німеччини і агент німецьких і австрійських спецслужб Карл Моор (Байєр). Влітку 1917 р. він передав більшовикам 32 837 американських доларів із Німецького Міністерства Закордонних Справ під виглядом «позики» нібито з капіталу отриманого в спадок.

## Кримінальна справа проти більшовиків
Вже в середині квітня 1917 р., завдяки коменданту станції Торнео поручику Борисову, було оперативно перехоплено і доставлено в контррозвідку Петроградського військового округу кілька листів, адресованих в Копенгаген Парвусу. Листи містили фрази на кшталт «робота просувається дуже успішно», «ми сподіваємося скоро досягти мети, але необхідні матеріали», «надсилайте побільше матеріалів», «будьте архі-обережні у зносинах» і т. д. Графологічна експертиза визначила почерк особистої руки Леніна.
Подальші докази з'явилися завдяки активній допомозі французької розвідки, що шукала компромат на російських пораженців. Так, міністр озброєнь соціаліст Альбер Тома писав своєму однофамільцеві Л. Томі, аташе в Стокгольмі: «Потрібно дати уряду Керенського не тільки заарештувати, але і дискредитувати в очах громадської думки Леніна і його послідовників …».
1 червня 1917 р. французький капітан П. Лоран передав начальнику контррозвідки Петроградського військового округу підполковнику Б. В. Нікітіну телеграми, перехоплені союзними розвідками. Їх авторами та одержувачами були Ленін, Зінов'єв, М. Ю. Козловський, А. М. Коллонтай, Є. М. Суменсон і Ганецький. Зокрема, в них йшлося про великі суми грошей, що проходили через руки пані Суменсон. Так, в одній з телеграм Суменсон писала: «Знову внесла 20 тисяч». Незабаром після цього Ганецький отримав від Леніна і Зінов'єва подяку: «Телеграми отримані. Спасибі, продовжуйте». У цілому, Суменсон, що тримала торговельне підприємство і аптекарський склад, але в реальності торгівлею не займалася і мешкала на дачі в Павловську, постійно знімала зі свого рахунку в Сибірському банку та в інших банках десятки тисяч рублів. Як припускала контррозвідка, грошові суми були зашифровані в листуванні під ім'ям «телеграм», «олівців» тощо для дезінформації. Так, одна з телеграм містить прохання Ганецького: «Нехай Володя (Ленін) телеграфує чи надіслати і в якому розмірі телеграми для Правди», що було витлумачено як те, що відноситься до фінансування центрального органу більшовиків (газети «Правда»). В іншій телеграмі Ганецький скаржиться Козловському на московського резидента Розенблітта, який незрозуміло скільки «отримав оригіналу олівців, яку кількість продав», «неподобство, не присилає жодного звіту куди перевів гроші». Розенблітт зі свого боку відповідав: «Продав 250 олівців, 37 ящиків і фрахт на 26». Найбільш викривальними були полічені дві телеграми Суменсон Ганецькому: «Фінанси дуже скрутні, абсолютно не можна дати у крайньому випадку 500 як було минулого разу. Від олівців величезні збитки, оригінал безнадійний, нехай Нюа-банкен телеграфує щодо нових 100 тисяч» і «Номер 90 внесла Російсько-азіатський банк 100 тисяч». В цілому виявилося, що «господиня аптекарського складу» Суменсон зняла з рахунку 750 000 рублів, і у неї ще залишалося 180 тисяч рублів — тобто майже мільйон. Ганецький мав намір відвідати Російську імперію сам, але після подій 3-4 липня Суменсон попередила його про небезпеку арешту у наступній телеграмі: «Поїздка тепер неможлива, послала лист спеціальний, коли зможу запрошу вас приїхати, напишіть, не відмовте платити моєму тестю двісті рублів». Підо впливом цих доказів, в той же день (1 липня) Нікітін виписав ордер на арешт 28 більшовицьких лідерів на чолі з Леніним. Оприлюднення Переверзєвим з політичних мотивів звинувачень проти більшовиків виявилося передчасним зі слідчої точки зору, і викликало сильні нарікання на нього з боку колег, оскільки зірвало візит до Російської імперії (і готувався арешт) ключового фігуранта — Ганецького. Всього Тимчасовий уряд Російської імперії зібрав 21 том слідчих матеріалів (знищених після «жовтневого перевороту» 1917 р.). Справа за обвинуваченням більшовиків у шпигунстві була загальмована вже в середині серпня 1917 р., коли в Тимчасовому уряді запанувало «ліве крило», а Переверзєва змінив на посту міністра юстиції колишній адвокат Лева Троцького Зарудний; наступник Зарудного Малянтович повів себе підозріло висуваючи твердження, мовляв більшовики непідсудні, бо діяли з політичних, а не кримінальних мотивів, і посилався на досвід 1905 р., коли багато чесних людей співчували Японії в Російсько-японській війні. Після корніловського заколоту почалося масове звільнення під заставу осіб, заарештованих у зв'язку з липневими подіями 1917 р.; в їх числі була звільнена до суду (наміченого на кінець жовтня 1917 р.) і Суменсон. Вишинський Андрій Януарійович навіть підписував наказ про арешт державного злочинця В. І. Ульянова (Леніна). Однак, Вишинський А. Я. всупереч «професійній етиці» вступив у політичну партію РСДРП до 1917 р., а його безпосередній керівник (міністр юстиції Російської імперії Павло Малянтович, член політичної партії РСДРП), порушуючи «таємницю слідства», попередив голову РСДРП Леніна про арешт для сприяння його втечі та переховуванню. Саме в такій атмосфері проводив слідство безпартійний П. О. Александров з трагічним наслідком цих деталей для слідства та історії народу.

## Громадська думка в Російській імперії
Вперше публічне звинувачення більшовиків (громадян Російської імперії) у зв'язках з німцями під час війни Російської імперії з Німеччиною з'явилося 3-5 липня 1917 р. 5(18) липня 1917 р. в газеті «Живе слово» з'явилася стаття колишнього депутата 2-й Державної Думи від більшовиків Алексінського Г. О. і колишнього народовольця, який 14 років провів у Шлісельбурзькій фортеці, Панкратова В. С. під заголовком: «Ленін, Ганецький і Ко — шпигуни!». Джерелом інформації був міністр юстиції Переверзєв П. М.
9(22) липня в газетах під заголовком «Звинувачення Леніна, Зінов'єва та інших у державній зраді» з'явилося повідомлення прокурора Петроградської судової палати, в якому зазначалося:

Володимир Ульянов (він же «Ленін»), Овсій-Герш Аронов Апфельбаум (він же «Зінов'єв Г. О.»), Олександра Михайлівна Коллонтай, Мечислав Юлійович Козловський, Євгенія Маврикіївна Суменсон, Гельфанд Ізраїль Лазарович (він же «Парвус О. Л.»), Яків Фюрстенберг (він же «Якуб Ганецький»), мічман Ільїн (він же «Раскольников»), прапорщики Семашко і Рошаль звинувачуються в тому, що в 1917 році, будучи громадянами Російської імперії, за попередньою між собою змовою в метою допомоги державам, що воюють з Російською імперією, для ворожих дій проти Російської імперії, увійшли з агентами названих держав у змову сприяти дезорганізації російської імператорської армії і тилу для ослаблення бойової здатності армії, для чого на отримані від цих держав грошові кошти організували пропаганду серед населення і військ із закликом до негайного відмови від військових проти ворога дій, а також в тих же цілях в період часу з 3-го до 5-го липня організували в Петрограді збройне повстання проти легітимно існуючої в державі верховної влади, що супроводжувалося цілою низкою вбивств і насильств і спробами до арешту деяких членів законно обраного народом уряду. У наслідку чого з'явилася відмова деяких військових частин від виконання наказів командування і самовільне залишення бойових позицій, чим і сприяли успіху ворожої армії.

Зазначалося, що Ленін, «мешкаючи в німецькій Швейцарії, мав спілкування з Парвусом (він же „Гельфанд“), що має певну репутацію німецького агента». Згідно з оперативними даними, зносини названих осіб з Німеччиною здійснювалися «через Стокгольм, який є великим центром німецького шпигунства і агітації на користь сепаратного миру Російської імперії з Німеччиною. У квітні 1917 р. зі Стокгольму була зроблена спроба видавати поза Петроградом газету з метою агітації проти Англії та Франції. У німецьких агентів в Копенгагені та Стокгольмі в перші дні революції з'явилися великі кошти і почалося вербування агентів серед дезертирів армії Російської імперії та серед деяких емігрантів. При цьому переводилися великі суми (800 000, 250 000 та ін.) до Російської імперії зі Стокгольму через один з банків, який отримував на це ордери з Німеччини».
Також, на початку війни Ленін і Зинов'єв, заарештовані в Австрії як громадяни Російської імперії, були звільнені за активним посередництвом Я. С. Ганецького (він же «Фюрстенберг») і за особистим розпорядженням австрійського прем'єра Штрюка, і виїхали вони до Швейцарії, «де і стали друкувати журнал „Соціал-демократ“, в якому поширювали ідею про необхідність поразки Російської імперії в Першій світовій війні. В одному з номерів цього журналу містився заклик до громадян Російської імперії фактично сприяти поразці Росії». Ганецький, зі свого боку, «проживаючи під час війни в Копенгагені, був дуже близький і пов'язаний грошовими справами з Парвусом — агентом німецького уряду». Далі відзначалися тісні зв'язки з Парвусом Козловського, який як і Ганецький під час згаданої війни їздив з Парвусом «з Копенгагена до Берліна і назад». Далі відзначався факт «частого листування» між Леніним, Коллонтай, Козловським і Євгенією Суменсон (дворюрідна сестра Ганецького) з одного боку та Ганецьким з Парвусом з іншого. «Хоча листування це і має вказівки на комерційні угоди, надсилання різних товарів і про грошові операції, проте являє достатньо підстав зробити висновок, що це листування прикриває собою зносини шпигунського характеру. Це один із звичайних способів приховування істинного характеру листування, що має шпигунський характер». «Деякі банки Російської імперії отримували зі скандинавських банків чималі суми, виплачені різним особам; до того ж протягом тільки півроку Суменсон зі свого поточного рахунку зняла 750 000 рублів, внесених на її рахунок різними особами, і на її рахунку на даний час є залишок у 180 000 рублів». Схема отримання грошей, за даними офіційного слідства державних органів, була наступна: Парвус передавав їх главі Закордонного бюро РСДРП(б) Ганецькому, а останній перераховував своїй двоюрідній сестрі Євгенії Суменсон, Суменсон же знімала з рахунків і передавала представникам партії, головним чином присяжному повіреному М. Ю. Козловському. Гроші переводилися з Берліна через посередництво акціонерного товариства «Діськонто-Гезельшафт» в стокгольмський «Ніа Банк», а звідти в «Сибірський Банк» у Петрограді, де сальдо рахунку Козловського в липні становило понад 2 000 000 рублів.

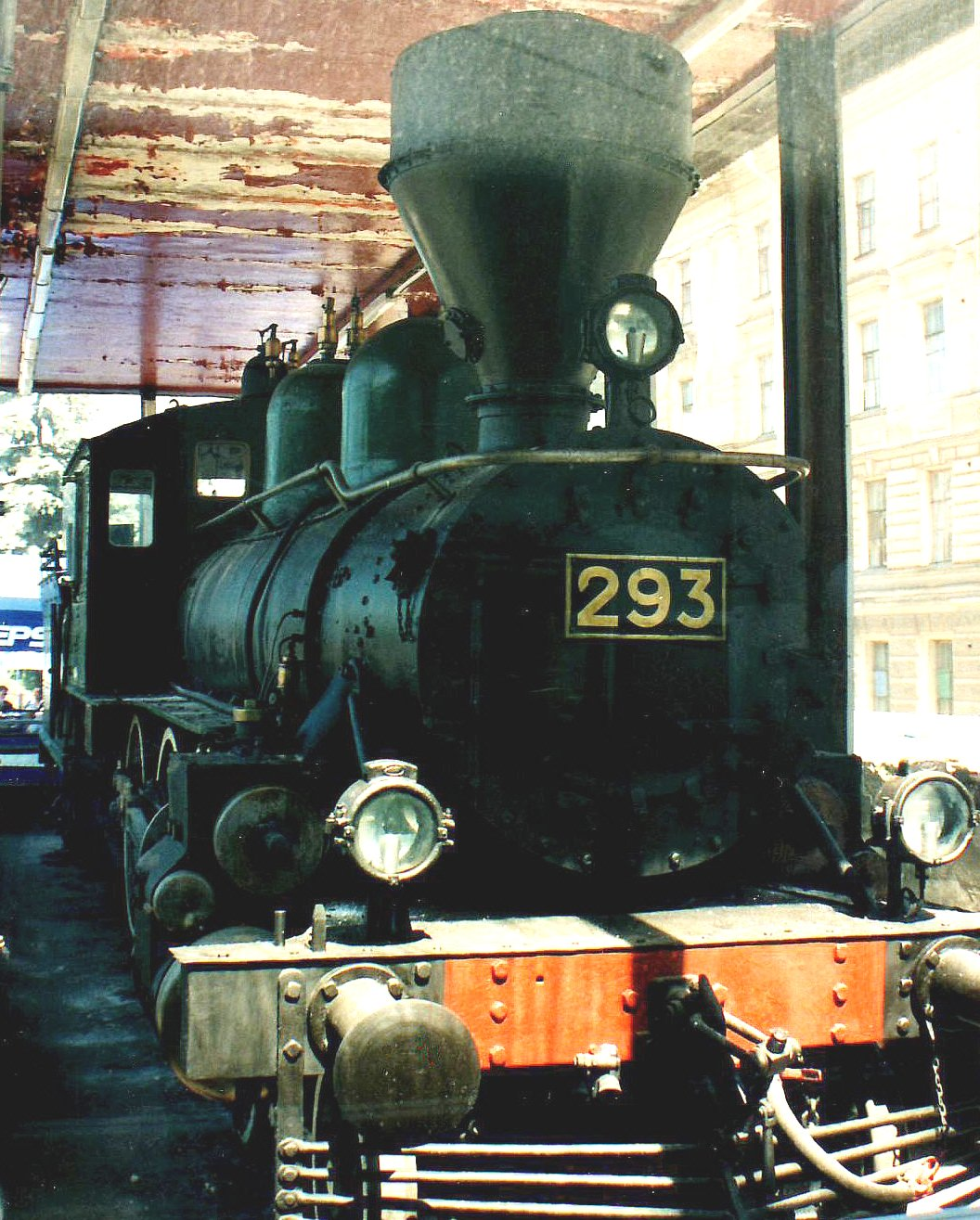
локомотив № 293 на Фінляндському вокзалі м. Санкт-Петербург, на якому Ленін приїхав у Петербург 3 квітня 1917 р. для державного перевороту (належав фінській залізниці, був переданий у СРСР)

Ленін на це спекулятивно відповідав тим, що порівняв провадження кримінальної справи проти більшовиків зі «справою Бейліса», що більшовики ще в 1915 р. називали Парвуса «ренегатом», «соціал-шовіністом» і «німецьким Плехановим», і заперечив: «Прокурор грає на тому, що Парвус пов'язаний з Ганецьким, а Ганецький пов'язаний з Леніним! Але це прямо шахрайський прийом, бо всі знають, що у Ганецького були грошові справи з Парвусом, а у нас з Ганецьким ніяких». Однак вже 26 липня газета «Робітник і солдат» (під цією назвою виходила заборонена «Правда») визнала зв'язок з Парвусом не лише Ганецького, а й Козловського, сформулювавши це як буцімто лише «ділові контакти». «А ми не тільки ніколи ні прямої, ні непрямої участі в комерційних справах не брали, а й взагалі ні копійки грошей ні від одного з названих товаришів (Ганецького і Козловського) ні на себе особисто, ні на партію не отримали» — писав відвертий обман Ленін у редакцію меншовистської газети «Нового Життя» (згодом цей «подвійний стандарт» визначив систему вчинків та поглядів еліти СРСР).
Яків Ганецький (він же «Фюрстенберг») був членом Закордонного бюро ЦК РСДРП(б); Мечислав Козловський — членом Петербурзького районного комітету партії комуністів і при цьому членом Виконкому Петрограду і ВЦВК.

## Фінансування більшовиків Німеччиною для утвердження СРСР
Фінансування німцями Леніна тривало і після Жовтневого перевороту. 8 листопада (н.ст.) 1917 р. німецький посол у Стокгольмі Люціус телеграфував до Міністерства закордонних справ Німеччини: «Прошу прислати 2 мільйони з сум військової позики для відомої мети», а 9 листопада статс-секретар Ріхард фон Кюльман писав статс-секретарю Міністерства фінансів Німеччини: «Маю честь просити Вашу Превелебність відпустити суму 15 мільйонів марок у розпорядження Міністерства закордонних справ (МЗС) з метою фінансування політичної пропаганди в Російській імперії». Того ж дня офіцер зв'язку при німецькій Головній квартирі телеграфує в МЗС Німеччини: «Перемога Рад робітничих і солдатів бажана з нашої точки зору».
Нестійкість становища більшовиків змушувала німців і далі надавати їм всіляку підтримку. 28 листопада помічник статс-секретаря Буше телеграфував німецькому послові в Берні: «За отриманими нами відомостями, уряд у Петрограді переживає великі фінансові труднощі. Тому дуже бажано, щоб їм були послані гроші».
15 грудня посол у Стокгольмі Люціус телеграфував у МЗС Німеччини: «… Воровський допускає, що німецька відмова (у допомозі) може мати у результаті падіння більшовиків».
Урешті німецька допомога більшовикам тривала. Як зазначав згодом генерал Людендорф: «Надії, пов'язані з посилкою Леніна, виправдалися. Політичне керівництво та військове командування діяло в 1917 році в злагоді».
Згідно опублікованих в сучасній німецькій пресі (остання публікація — в журналі «Der Spiegel» у грудні 2007 р.) відомостями з відкритих джерел німецького МЗС, більшовики Російської імперії отримали від німецького Міністерства закордонних справ (нім. Auswärtiges Amt) тільки протягом чотирьох років (з 1914 р. і до кінця 1917 р.) кошти для повалення монархії Російської імперії, у вигляді готівки і зброї — на суму в 26 мільйонів рейхсмарок, що відповідає сьогоднішнім 75 мільйонам євро.

## Репресії спецслужби СРСР до колишніх слідчих Російської імперії
Кримінальною справою «пломбованого вагону» займалася слідча комісія Російської імперії. До складу даної слідчої комісії входили за розпорядженням міністра юстиції Скорятіна: юрист Алєксандров Павло Олександрович, прокурор Судової палати Коринський; слідчі Сергієвський, Бокитько і Сцепуро; дільничні слідчі Монсанський і Фрідрісберг.
- У 1918 р. слідчий кримінальної справи більшовиків 1917 року Алєксандров П. О. був заарештований органами ВЧК[39].
- У 1925 р. той же юрист Алєксандров П. О. давав знову пояснення радянським правоохоронним органам[39].
- 17 січня 1939 р. юриста Алєксандрова П. О. взяли під варту[39].

З постанови про обрання запобіжного заходу, затвердженого заступником начальника Головного управління державної безпеки (ГУДБ) НКВС СРСР старшим майором держбезпеки Кобуловим від 16 січня 1939 р. (переклад з російської):

|  | «Я, оперуповноважений 2-го відділення 2-го відділу ГУДБ Бєлов Д. Є. , розглянувши матеріали на Алєксандрова Павла Олександровича 1866 р. народження, уродженця колишньої Петербурзької губернії, безпартійного, котрий працює юрисконсультом в цукоро-тресті, проживає в місті Москві на вулиці «Большая Дмітровка» в будинку № 20 кв. 30. ЗНАЙШОВ: Алєксандров П. О. протягом тривалого часу аж до Жовтневої революції 1917 р. перебував на відповідальних постах у царського і Тимчасового урядів і вів активну боротьбу проти робітничого класу і революційного руху. У 1894 р. Алєксандров працював судовим слідчим 1-ї ділянки Петербурзького окружного суду. З 12 грудня 1895 р. працював товаришем прокурора в Мітавському окружному суді, а потім переведений на ту ж посаду в Псковський окружний суд. З 1897-го р. до 1909 р. працював судовим слідчим з найважливіших справ Окружного Петербурзького Особливого суду, а в 1916 р. працював судовим слідчим з особливо важливих справ того ж суду. На початку 1917 року Алєксандров П. О. був викладачем «техніки виробництва розслідування у шпигунських справах» на курсах з контррозвідки при Головному управлінні Генерального штабу. У 1917 році при Тимчасовому уряді... Алєксандров був призначений в комісію з проведення слідства над керівниками та організаторами партії більшовиків В. І. Леніним та іншими...» |

Далі в постанові вказувалося, що комісія, в якій перебував Алєксандров П. О. буцімто сфабрикувала слідчі матеріали про «шпигунство» Леніна і більшовиків на користь Німеччини. А юрист Алєксандров П. О. був одним з найактивніших членів комісії та ініціатором допитів агентів охоронних відділень, контррозвідників, провокаторів у більшовицькому і робочому русі, які давали свідчення (протоколів допитів протягом нетривалого часу було близько двохсот п'ятдесяти укладені в 21 том досудового провадження). На думку укладача постанови НКВС СРСР, колишній слідчий Російської імперії Алєксандров П. О. віддав розпорядження про затримання В. І. Леніна. Надав уривок більш ніж чотирнадцятирічної давності з протоколу допиту Алєксандрова, викликаного до органів ОГПУ для пояснень у справі державної зради громадянина Російської імперії Ульянова В. І.. 27 липня 1925 р. колишній обвинувач Леніна свідчив: «Завданням нашої комісії, було довести державну зраду і шпигунство на користь Німеччини з боку керівників партії більшовиків…центральною і великою фігурою слідства, звичайно, був В. І. Ленін, залучений як обвинувачений поряд з іншими більшовиками згідно з матеріалами слідства…».
У протоколі огляду 4 тому підшита постанова слідчого Алєксандрова від 21 липня 1917 р. про притягнення до відповідальності Ульянова-Леніна та інших більшовиків як обвинувачуваних.
У протоколі огляду 5 тому містилося свідчення 27 осіб, офіційне оголошення Алєксандровим розшуку Я. М. Свердлова, вирізки з публікацій «Петроградської газети» напр. зі статтею «Багаторічна провокаторська поведінка Леніна», протокол допиту міністра внутрішніх справ Білецького, донос Романа Вацловича Малиновського діяча більшовицької партії, члена ЦК і керівника думської фракції більшовиків Російської імперії і разом з тим таємного агента царської охранки. Що[що?] користувався особливою довірою Володимира Ілліча Леніна засвідчив, що «Ленін користується особливим заступництвом австрійського уряду».
У протоколі огляду 6 тому — серед 11 протоколів допитів, найбільш примітне свідчення Бурцева про провокаторську діяльність В. І. Леніна в Російській імперії, що він «спостерігав».
У протоколі огляду 7 тому — матеріали обшуку квартир Луначарського і Троцького, протоколи допитів чотирьох осіб, результати обшуку квартири Леніна (в споруді Єлізарова) складений начальником відділу контррозвідки Мєдвєдєвим, свідчення 14 людей, в їх числі журналіст Заславський, доручення Алєксандрова від 28 липня 1917 р. слідчому Київського окружного суду про перевірку в Київському банку грошових сум, що надходили на ім'я Леніна, про встановлення фактів перебування останнього в Києві або його затримання поліцією.
У протоколі огляду 10 тому — свідчення міністра землеробства Чернова, редактора газети «Робочий щоденник» Бенеша, міністра праці Скобєлєва.
У протоколі огляду 11 тому є записи повторного допиту прапорщика Єрмоленко та начальника центрального відділу контррозвідки при Головному управлінні Генерального штабу Медведєва.
У протоколі огляду 12 тому — два допити Плеханова (10 і 14 вересня 1917 р.), свідоцтва редактора газети «Правда» Муранова і Мартова, а також ще 9 осіб.
У протоколі огляду 13 тому — повністю складений з агентурного матеріалу, протокол допиту в контррозвідці Романи Фірстенберг і списки хворих, котрі постраждали під час озброєного повстання більшовиків.
У протоколі огляду 14 тому — копії телеграм надісланих у різний час на ім'я Леніна та його сестри Марії, а також Коллонтай, різне листування, протоколи допитів Уншліхта і ще 6 осіб.
У протоколі огляду 15-16 томів — матеріали перевірки Алєксандровим банківських операцій Російсько-англійського та Азовського комерційного банків.
У протоколі огляду 17 тому — компромат на більшовиків набраний з більшовицької преси на відповідність діючому законодавству (напр. газети «Солдатська правда» на 81 аркуші), копії касових звітів газети «Правди».
У протоколі огляду 18 тому допит Коллонтай 22 липня 1917 р., постанова про арешт Коллонтай, постанова про звільнення Коллонтай під заставу; допити Захарова, Розанова, Рахья; заява 10 липня 1917 р. Троцького у Тимчасовий уряд про декрет арешту більшовиків, Леніна та інших з ним; допит 24 липня 1917 р. Троцького слідчим Сєргієвським; постанова 24 липня 1917 р. про арешт Троцького; постанова слідчого Алєксандрова 4 вересня 1917 р. про зміну запобіжного заходу щодо Троцького (звільнення під заставу в сумі 3 тисячі рублів внесеної його сестрою); допит 24 липня 1917 р. — Раскольнікова; допит 24 липня 1917 р. Рошаль-Ільїна; допит 25 липня 1917 р. Луначарського; постанова про арешт Луначарського; допити Сахарова, Суменсон, постанова про арешт Суменсон.
У протоколі огляду 19 тому — протоколи допитів 46 осіб.
У протоколі огляду 20 тому — свідчення Гальперіна і 10 інших обвинувачених зі свідками, вимога слідчого Алєксандрова до кримінальної міліцію розшукати Фелікса Кона.
У протоколі огляду 21-го тому містився висновок Головного військового прокуратура РСЧА Воронова та документи допитів: Коллонтай, Дана, Плющевського, Тєрєхова, Кусовського, Стасової Є. — про засідання ЦК 10 червня 1917 р.; Суріц, Степанковського, Шимановського, Богданова, Старінкевича, Заславського, Глобачєва, Познера, П'ятосицького, генерала Алєксеева, міністра закордонних справ Мілюкова, Пєшкова О. М. (він же «Горький М.»); постанова слідчого Алєксандрова про ненадання Окружному суду даних про розшук втікачів Ульянова й інших".
- 13 березня 1939 р. юриста Алєксандрова П. О. репресивні органи СРСР змусили визнати активну участь у слідстві проти Леніна[39].
- 17 листопада 1939 р. в СРСР був заарештований Алєксандров Павло Олександрович[39], який за сумлінне виконання професійних обов'язків у Російській імперії був нагороджений орденами Святого Станіслава 2-го і 3-го ступеня, медаллю в пам'ять Олександра III і Бухарським орденом Золотої Зірки 2-го ступеня. Вся історія СРСР є підтвердженням справедливості вчинку юриста Алєксандрова П. О.
- 16 липня 1940 р. після закритого засідання Військова колегія Верховного суду СРСР вирішила розстріляти юриста Алєксандрова П. О.[40]
- У листопаді 1993 р. слідчий кримінальної справи щодо «пломбованого вагону» Алєксандров Павло Олександрович був реабілітований посмертно[40].

## Документальний фільм
- Росія-1 Кто заплатил Ленину? Тайна века. Документальный фильм (25.01.2014) (рос.)
- 17 серия «Александр Керенский (1917 год)». Історичні хроніки на YouTube (рос.)
- 18 серия «Ленин и Троцкий в октябре (1917 год)». Історичні хроніки на YouTube (рос.)

## «Пломбований вагон» у мистецтві
- 1988 рік — двосерійний телевізійний художній фільм Даміано Даміані «Ленін. Поїзд».